# انجمن ایتالیایی خاورمیانه و خاور دور
انجمن ایتالیایی خاورمیانه و خاور دور (به ایتالیایی: Istituto italiano per il Medio ed Estremo Oriente)، (که به اختصار IsMEO نامیده می‌شود) یک نهاد عمومی ایتالیایی بود.

## پیشینه
این موسسه در سال ۱۹۳۳ توسط جووانی جنتیله و جوزپه توچی با هدف ترویج روابط فرهنگی، سیاسی و اقتصادی بین ایتالیا و کشورهای آسیایی تأسیس شد. در سال ۱۹۹۵، با موسسه ایتالیایی-آفریقایی رم ادغام شد و موسسه ایتالیایی آفریقا و شرق (IsIAO) را تشکیل داد.

## رؤسا
- ۱۹۳۳ - ۱۹۴۴ : جووانی جنتیله
- ۱۹۴۷ - ۱۹۷۸ : جوزپه توچی
- ۱۹۷۸ - ۱۹۷۹ : ساباتینو موسکاتی
- ۱۹۷۹ - ۱۹۹۵ : گراردو نیولی

## چاپ و انتشار
مسئول انتشار چندین نشریه دوره‌ای یا موقت بود که به مأموریت آن مربوط می‌شد:
- East and West: این مجله سه‌ماهه به زبان انگلیسی توسط جوزپه توچی تأسیس شد و توسط ماسیمو اسکالیجرو و گراردو نیولی اداره می‌شد. این نشریه به‌طور خاص به هنر، باستان‌شناسی، تاریخ، فیلولوژی، ادبیات، فلسفه و مذاهب می‌پرداخت. این مجله جایگزین آسیا (۱۹۳۶-۱۹۴۳) به عنوان ارگان IsMEO شد و در ابتدا برای ثبت رویدادهای مربوط به ابتکارات فرهنگی ایتالیا در شرق و مطالعات شرقی در ایتالیا اختصاص داشت. اما به زودی به یک نشریه کاملاً علمی تبدیل شد که ماهیت آن با راه‌اندازی "سری جدید" در سال ۱۹۵۸ به طور قطعی تثبیت شد.
- Africa: این مجله سه‌ماهه به سه زبان (ایتالیایی، انگلیسی و فرانسوی) در سال ۱۹۴۶ با عنوان خبرنامه انجمن شرکت‌های ایتالیایی در آفریقا تحت مدیریت گرگوریو کونسیلیو تأسیس شد. سپس در سال ۱۹۵۰ به آفریقا: مجله ماهانه علایق آفریقایی تغییر نام داد و در سال ۱۹۶۵، با مدیریت جدید تئوبالدو فیلزی، رویکردی علمی با تأکید ویژه بر علوم انسانی به خود گرفت. این جهت‌گیری تحت مدیریت جیانلوئیجی روسی که در سال ۱۹۹۴ جایگزین او شد، بدون تغییر باقی ماند.
- Cina: این نشریه که در سال ۱۹۵۶ تأسیس شد، به مطالعات مربوط به اندیشه، هنر، علم و سازمان چین معاصر می‌پردازد، بدون آنکه سنت‌ها را با در نظر گرفتن نقد تاریخی نادیده بگیرد. این مجله تناوب نامنظمی دارد و توسط لیونلو لانچیوتی ویرایش می‌شود.
- Il Giappone: این مجله که در ابتدا به عنوان نشریه سه‌ماهه مرکز فرهنگی ایتالیایی-ژاپنی در IsMEO منتشر می‌شد، از سال ۱۹۶۳ به صورت سالانه توسط این موسسه با همکاری موسسه فرهنگی ژاپن در رم منتشر می‌شود. این مجله مطالعاتی در مورد جنبه‌های مختلف فرهنگ ژاپن ارائه می‌دهد. ویراستاران آن پائولو کالوتی، سیلوانا دی مایو و آدولفو تامبورلو هستند.